# Harold Percival

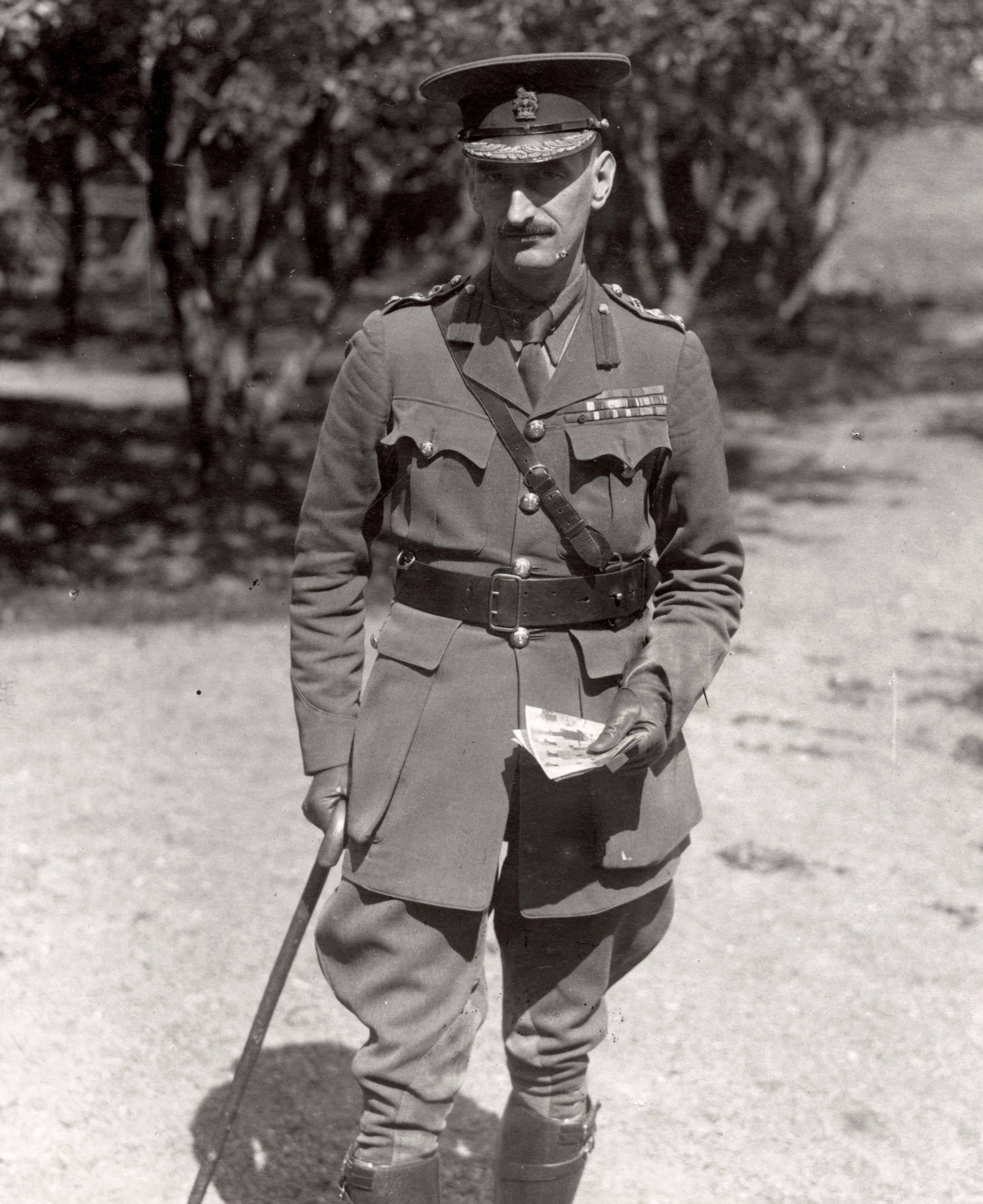
Harold Percival als britischer Vertreter in Oberschlesien (1920/1921).

Sir Harold Franz Passawer Percival KCMG DSO, CBE, ASO (* 12. Februar 1876 in London; † 28. April 1944 in Oxford) war ein britischer Offizier, Kommandant von Malta und britischer Plebiszitkommissar der Interalliierten Regierungs- und Plebiszitskommission für Oberschlesien (1919–1921).

## Leben

### Werdegang
Er war Schüler auf dem College Christ Church (Oxford). Am 4. Mai 1898 wurde er Second Lieutenant im Derbyshire-Regiment der Britischen Armee. Im Zweiten Burenkrieg (1899–1902) diente er in Afrika in mehreren Schlachten in der berittenen Infanterie (Mounted Infantry) und im Ersten Weltkrieg auf dem europäischen Kontinent im Britischen Expeditionskorps auf verschiedenen Posten.
Im Zuge der Volksabstimmung in Oberschlesien war Percival britischer Plebiszitkommissar vom 16. August 1919, bis er am 6. September 1921 von Harold Arthur Stuart abgelöst wurde. Nach ihm und Alberto De Marinis benannt ist die „Percival-de-Marinis-Linie“, ein gemäßigter Teilungsvorschlag für die Grenzziehung in Ostoberschlesien, der allerdings von Frankreich abgelehnt wurde; später umgesetzt wurde die Sforza-Linie.
Percival war 1930 bis 1943 Lecturer und Steward von Christ Church, Oxford.

### Familie
Er heiratete 1904 Constance Lilian und hatte mit ihr zwei Töchter.

## Auszeichnungen (Auswahl)
- Knight Commander des Order of St. Michael and St. George (KCMG), 1921
- Distinguished Service Order (DSO)
- Offizier der Ehrenlegion (O. LH), Klasse IV[5]
- Commander of the British Empire (CBE)
- Komturkreuz vom Orden Leopolds II. (Belgien)
- Offizierskreuz vom Kronenorden (Belgien)
- Offizierskreuz vom Orden des Weißen Adlers (Serbien)